# George William Casey
George William Casey, född 9 mars 1922 i Boston, Massachusetts, USA, död 7 juli 1970 i Lam Dong-provinsen, Vietnam, var en amerikansk generalmajor som ledde den första kavalleridivisionen i södra Vietnam under Vietnamkriget där han omkom i ett helikopterhaveri.

## Biografi
Casey, född i en irländsk-amerikansk familj, studerade vid Harvard College i ett år innan han övergick till USA:s militärakademi vid West Point och tog sin kandidatexamen 1945, ett år för tidigt på grund av andra världskriget. Han tog en magisterexamen i internationella relationer vid Georgetown University 1958 och en Master of Business Administration-examen vid George Washington University 1965. 
Casey och hans hustru hade tre döttrar och två söner. En av sönerna, George W. Casey Jr. (född 22 juli 1948) är en pensionerad fyrstjärnig general som tjänstgjorde som den 36:e stabschefen för USA:s armé från 10 april 2007 till 10 april 2011.
Den 23 juli 1970 begravdes Casey på Arlington National Cemetery.

## Militär karriär
Casey slutförde grundkursen vid infanteriskolan i november 1945 och skickades till Japan i december. Han tjänstgjorde vid 188:e fallskärmsinfanteriregementet med Fjärran Östern-kommandot från januari 1946 till november 1948 och tjänstgjorde sedan vid den 17th Airborne Division i Fort Pickett, Virginia, från december 1948 till maj 1949. Casey överfördes därefter till det 187:e luftburna infanteriregementet och sedan vid 11th Airborne Division på Camp Campbell, Kentucky, där han var i tjänst från juni 1949 till november 1951. I hans efterkrigsuppdrag ingick bland annat tjänst som adjutant till General Lyman L. Lemnitzer.

### Koreakriget
Casey tjänstgjorde i strid under koreakriget och hade befäl över sjunde infanteridivisionen i uppdrag med bland annat slaget vid Heartbreak Ridge, för vilket han dekorerades med Silverstjärnan. Han återvände till USA i juli 1952. Efter hemkomsten fortsatte han studierna och tog 1957 examen vid United States Army Command and General Staff College. År 1963 tog han examen från National War College och fick därefter kommendering med befäl över 3:e brigaden, 8:e infanteridivisionen i Västtyskland åren 1963 till 1965.

### Vietnamkriget
I slutet av 1960-talet tjänstgjorde han i Vietnamkriget vid 1st Cavalry Division, först som stabschef, sedan som befälhavare för 2:a brigaden och senare som biträdande divisionschef. Han hade också tjänst som stabschef för 2:a brigaden av 1st Air Cavalry Division, i södra Vietnam, från september 1966 till oktober 1967.
Casey tjänade som US Army Combat Developments Command i Fort Belvoir, Virginia, från oktober 1967 till augusti 1968, och sedan som befälhavare för US Army Combat Developments Command Combat Arms Group i Fort Leavenworth, Kansas, från september 1968 till juli 1969.
Under hemförlovningen från tjänstgöring i Vietnam befordrades han till generalmajor vid en ceremoni den 30 april 1970 i Pentagon månaden efter övertog han befälet över 1:a kavalleridivisionen i Vietnam. Den 7 juli 1970 dödades han i en helikopterkrasch i södra Vietnam när UH-1H Huey-helikoptern han färdades i träffade ett berg på grund av dåligt väder nära Bao Luc när han var på väg till Cam Ranh för att besöka sårade trupper innan de transporterades till Japan för medicinsk behandling. Sju män dog i kraschen, inklusive piloten, förste löjtnant William Frederick "Bill" Michel. Helikopterns vrak hittades efter några dagar.

## Utmärkelser

### Märken
- Combat Infantryman Badge (2:a graden)
- Army Aviator Badge
- Master Parachutist Badge

### Utmärkelser
- Army Distinguished Service Medal
- Silver Star med två bronseklöv
- Legion of Merit med två bronseklöv
- Distinguished Flying Cross
- Bronze Star with "V" Device
- Purple Heart med bronseklöv
- Air Medal med award numeral 8

### Tjänstemedaljer
- American Campaign Medal
- Asiatic-Pacific Campaign Medal
- World War II Victory Medal
- Army of Occupation Medal med 'Japan' clasp
- National Defense Service Medal with med tjänstestjärna
- Korean Service Medal med två kampanjstjärnor I brons
- Vietnam Service Medal med kampanjstjärna I silver

### Utländska medaljer
- Vietnam Gallantry Cross med två palmer och silverstjärna
- Vietnam Armed Forces Honor Medal
- Republic of Korea Presidential Unit Citation
- Republic of Vietnam Gallantry Cross Unit Citation
- United Nations Korea Medal
- Vietnam kampaedalj
- Republic of Korea War tjänstemedalj